# Датцерот
Датцерот (нім. Datzeroth) — громада в Німеччині, розташована в землі Рейнланд-Пфальц. Входить до складу району Нойвід. Складова частина об'єднання громад Вальдбрайтбах.
Площа — 8,00 км2. Населення становить 254 ос. (станом на 31 грудня 2020).

## Галерея

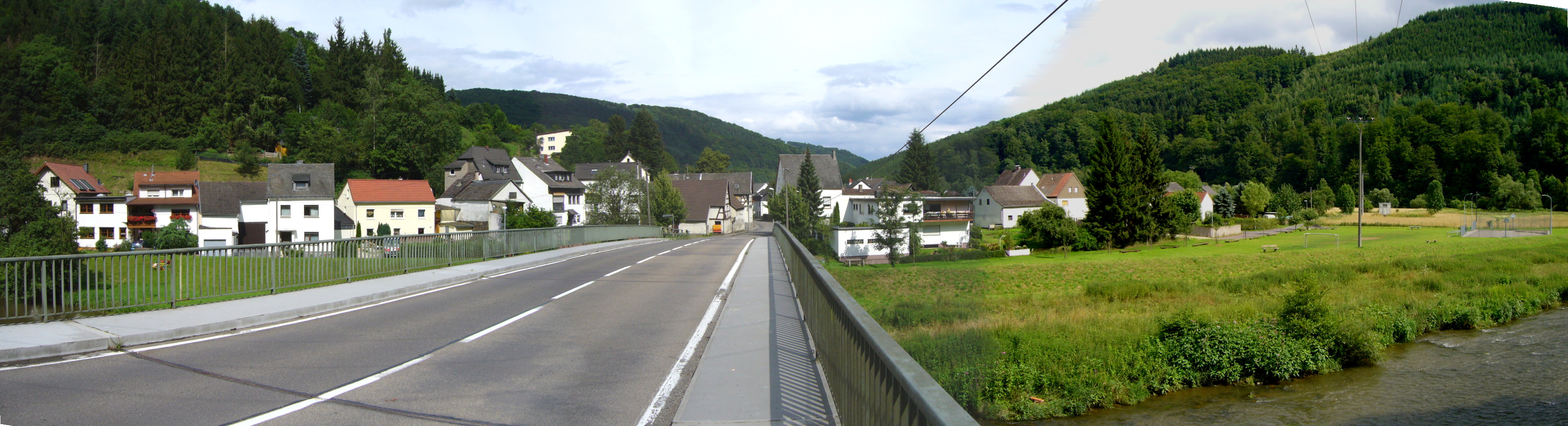
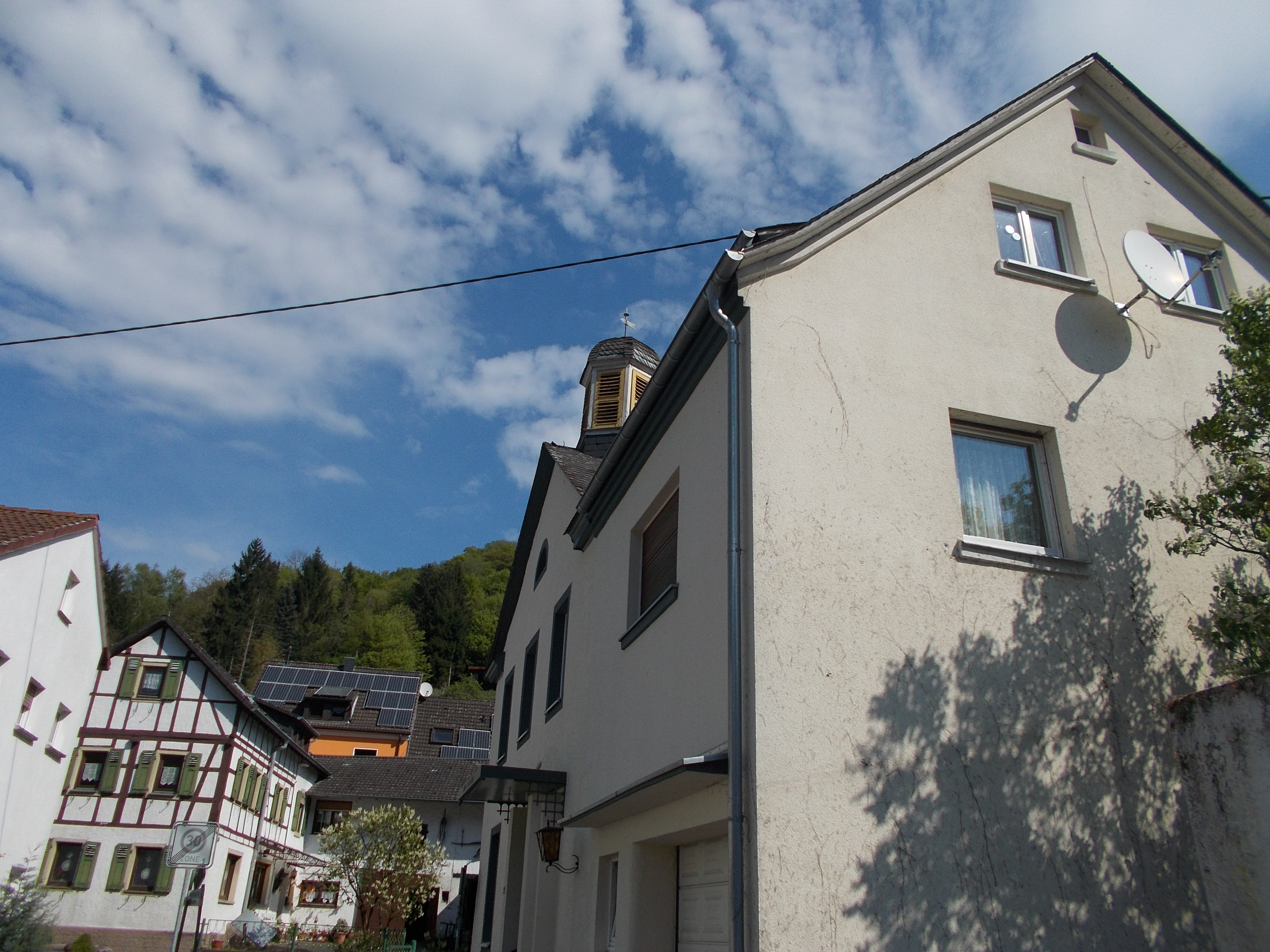